# Географія Зімбабве
Зімбабве — південноафриканська країна, що знаходиться у центрі південного вигину континенту . Загальна площа країни 390 757 км² (61-ше місце у світі), з яких на суходіл припадає 386 847 км², а на поверхню внутрішніх вод — 3 910 км². 

## Назва
Офіційна назва — Республіка Зімбабве, Зімбабве (англ. Republic Zimbabwe, Zimbabwe). Назва країни походить від назви середньовічної (XIII-XV століття) держави Зімбабве, руїни столиці якої, Велике Зімбабве, є найбільшою архітектурною спорудою доколоніальної Африки на південь від Сахари. З мови шона «дзімба-дзе-мабве» (Dzimba-dze-mabwe) перекладається як будинки з каменю, де «дзе» означення множини, «імба» — будинок; «бве» — камінь, «ма» — означення множини. У 1901–1963 роках країна називалась Південною Родезією, або просто Родезією, на відміну від Північної (сучасна Замбія), на честь британського південноафриканського колоніального діяча Сесіла Джона Родса (1853—1902), що зіграв вирішальну роль у творенні цієї держави.

## Географічне положення
Зімбабве — південноафриканська країна, що межує з чотирма іншими країнами: на півночі — із Замбією (спільний кордон — 763 км), на сході — з Мозамбіком (1402 км), на півдні — з ПАР (230 км), на заході — з Ботсваною (834 км). Загальна довжина державного кордону — 3229 км. Країна не має виходу до вод Світового океану.

Карта Зімбабве від ООН (англ.)Карта Зімбабве від ООН (англ.)
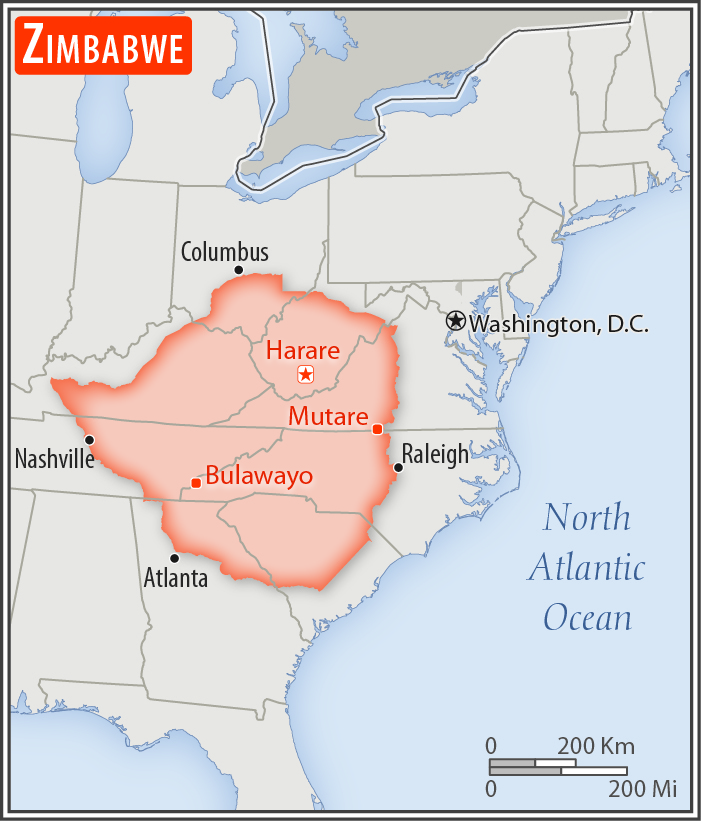
Порівняння розмірів території Зімбабве та США
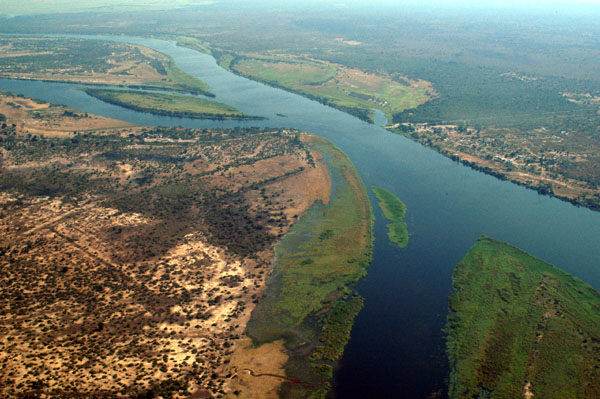
Кордони чотирьох держав на Замбезі

### Час
Час у Зімбабве: UTC+2 (той самий час, що й у Києві).

## Геологія

### Корисні копалини
Надра Зімбабве багаті на ряд корисних копалин: кам'яне вугілля, хромові руди, азбест, золото, нікель, мідь, залізну руду, ванадій, літій, олово, платинові метали.

## Рельєф
Середні висоти — 961 м; найнижча точка — уріз води у місці злиття річок Рунде і Саве (162 м); найвища точка — гора Ньянгані (2592 м). Майже всю територію країни займає плато Матабеле та Машона (висота 800—1500, макс. 2592 м). На півночі плато знижується до долини річки Замбезі, на півдні — до долини річки Лімпопо.

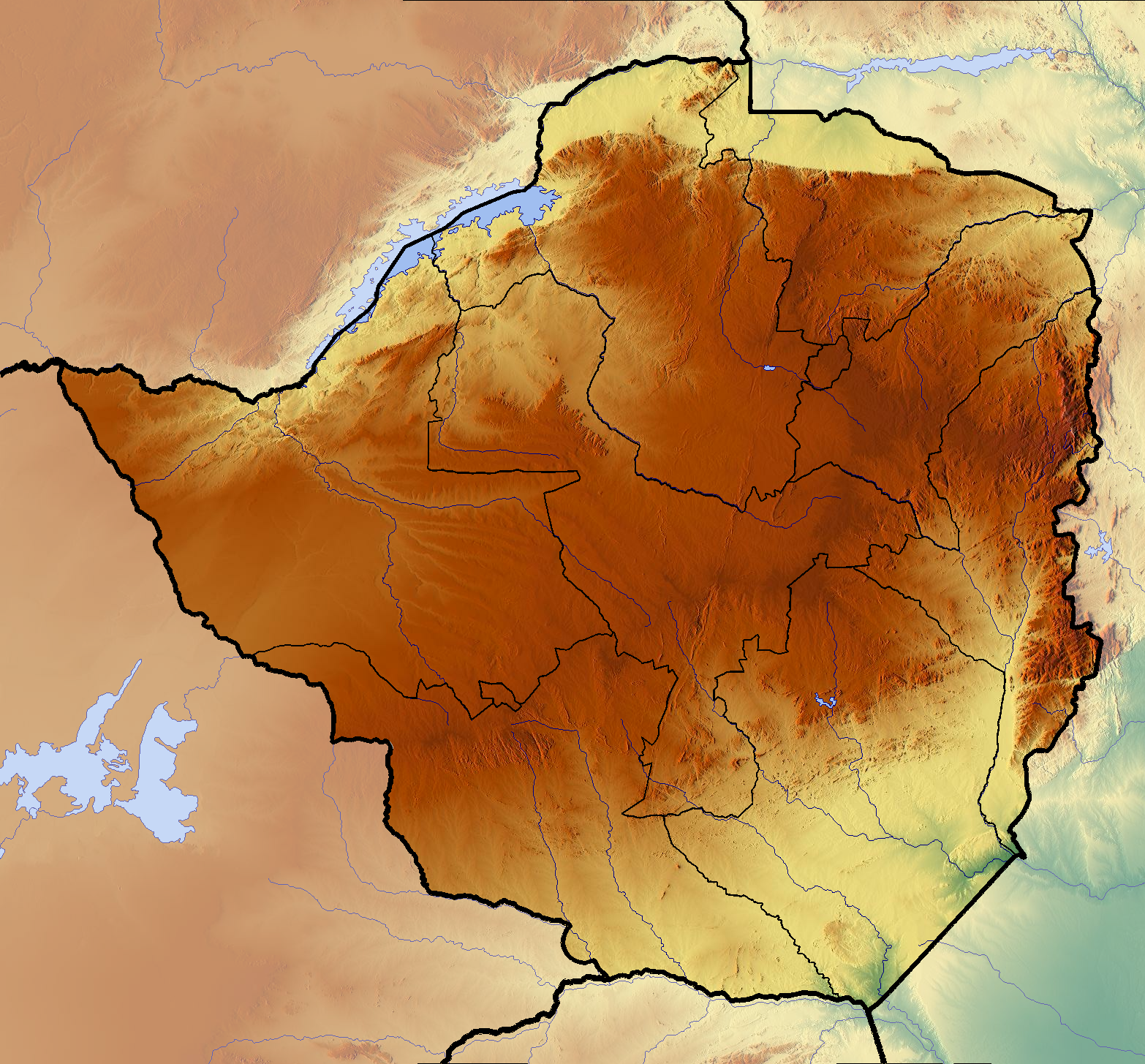
Рельєф Зімбабве
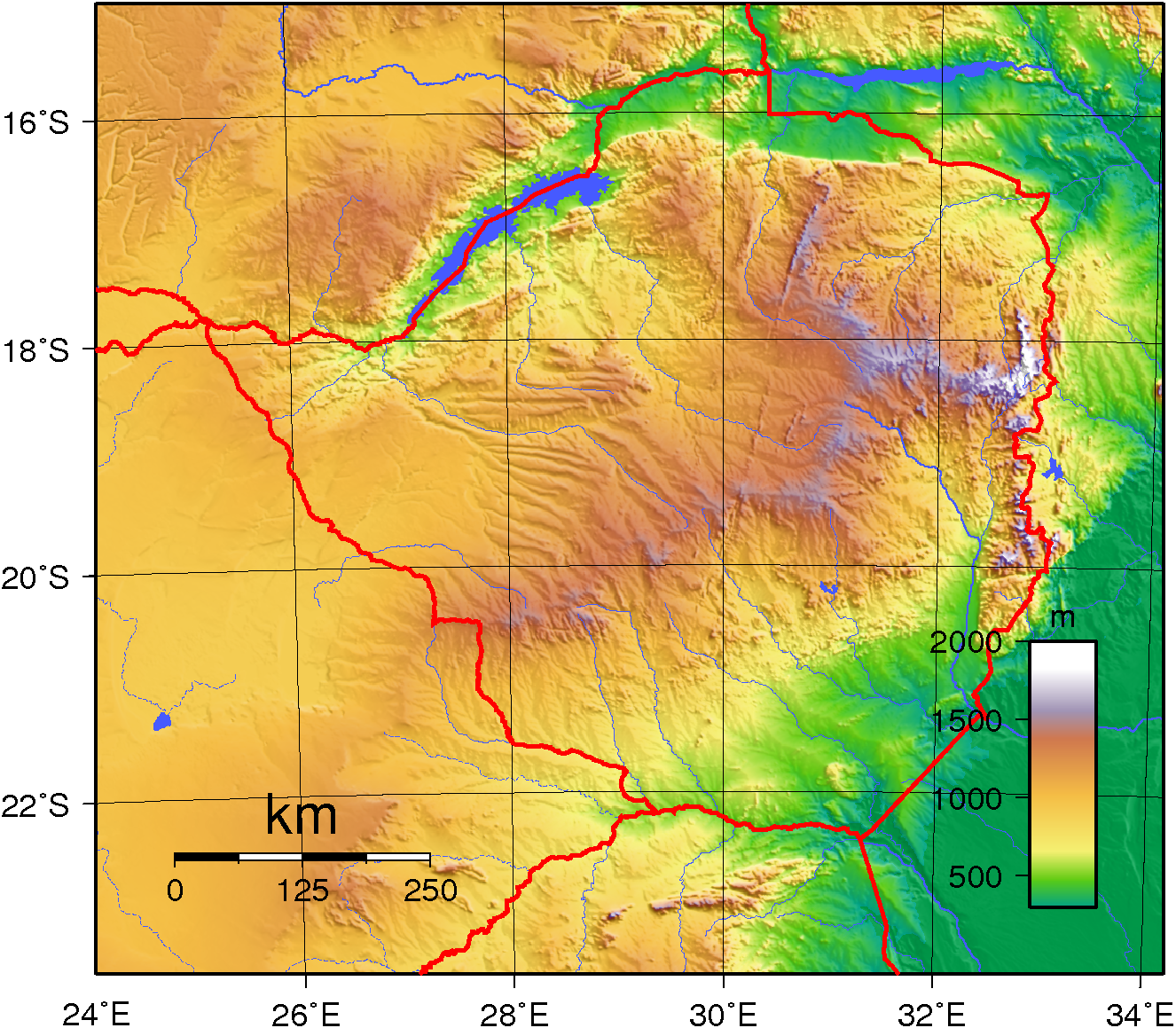
Гіпсометрична карта  Зімбабве
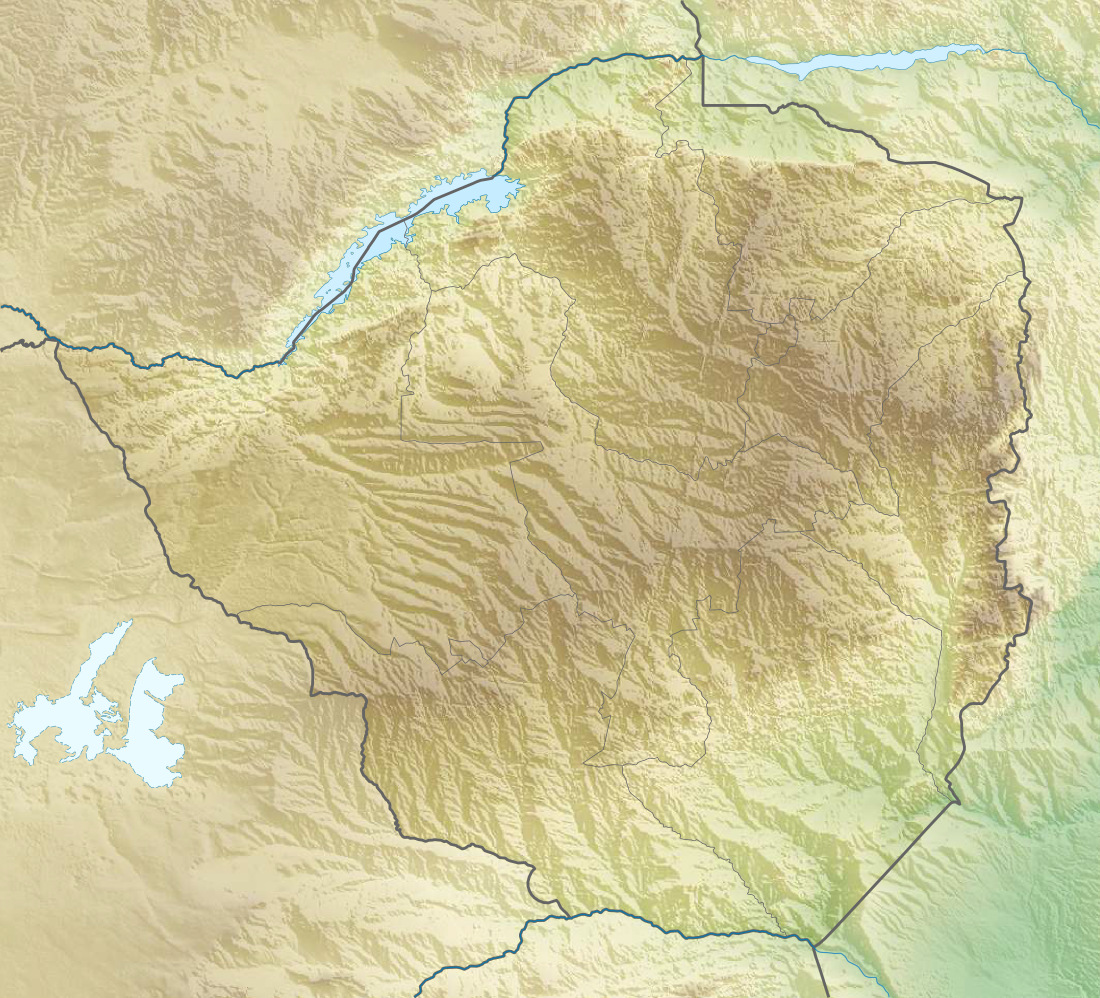
Рельєф Зімбабве
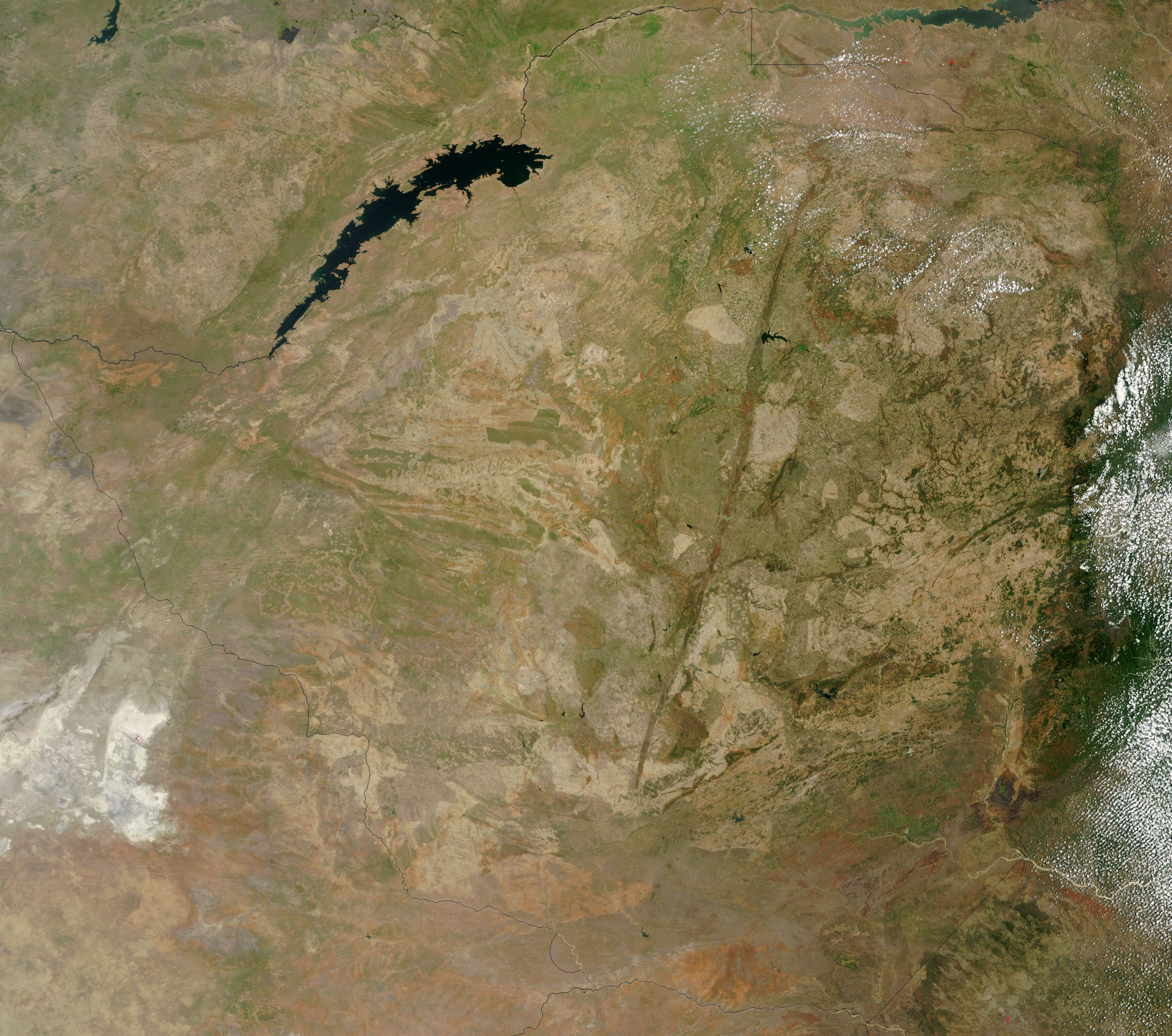
Супутниковий знімок поверхні країни, 2002 рік
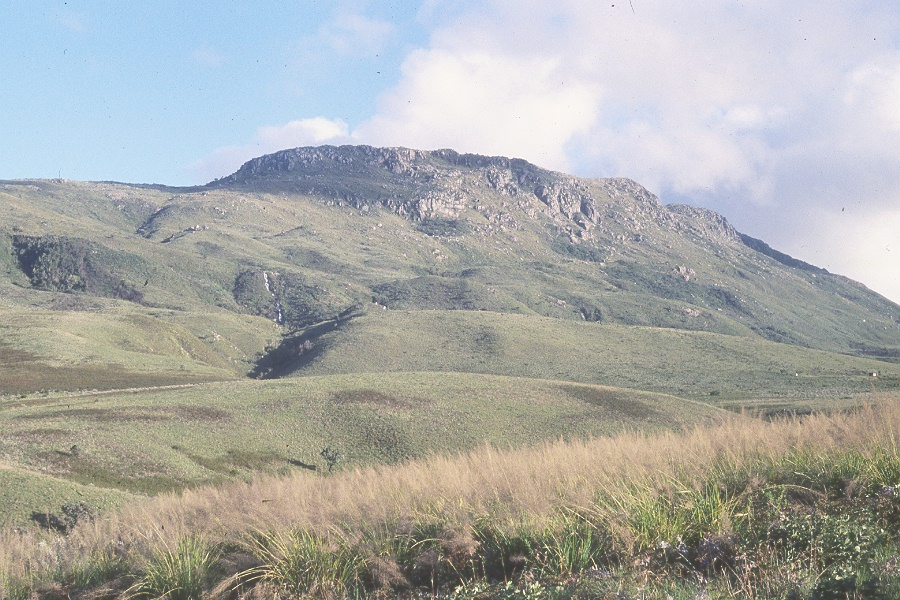
Гора Ньянгані

## Клімат
Північ території Зімбабве лежить у субекваторіальному, південь — у тропічному кліматичному поясі. На півночі влітку переважають екваторіальні повітряні маси, взимку — тропічні. Влітку вітри дмуть від, а взимку до екватора. Сезонні амплітуди температури повітря незначні, зимовий період не набагато прохолодніший за літній. Взимку простежується сухий сезон. На півдні увесь рік панують тропічні повітряні маси. Спекотна посушлива погода з великими добовими амплітудами температури. Переважають східні пасатні вітри.

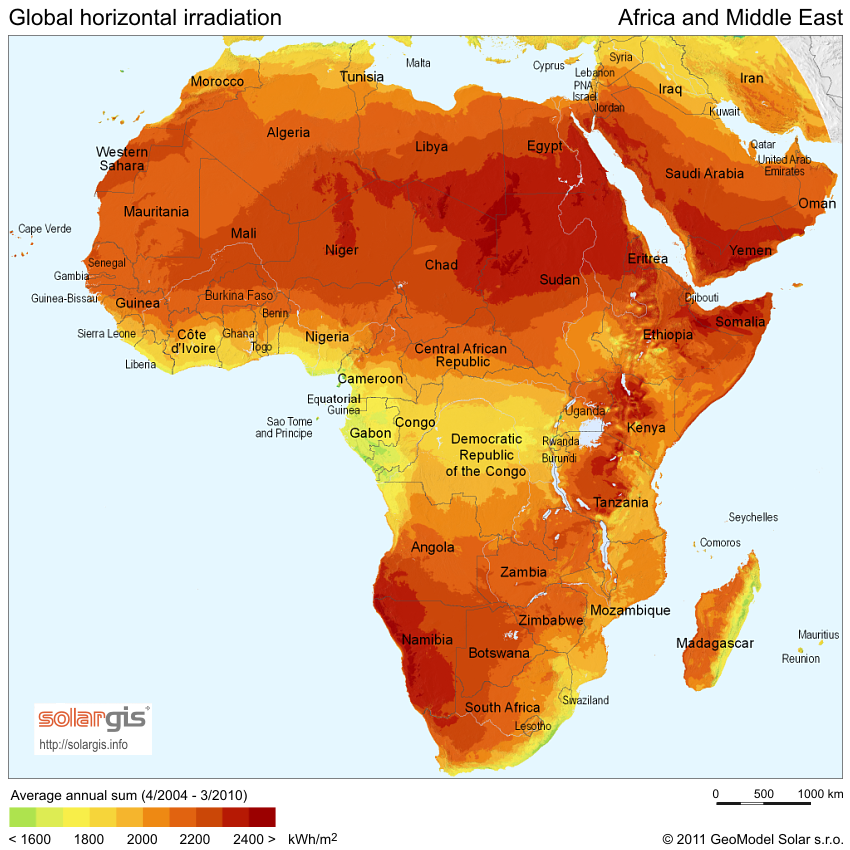
Сонячна радіація (англ.)
Кліматична карта Зімбабве (за Кеппеном)

Зімбабве є членом Всесвітньої метеорологічної організації (WMO), в країні ведуться систематичні спостереження за погодою.

## Внутрішні води
Загальні запаси відновлюваних водних ресурсів (ґрунтові і поверхневі прісні води) становлять 20 км³. Станом на 2012 рік в країні налічувалось 1740 км² зрошуваних земель.

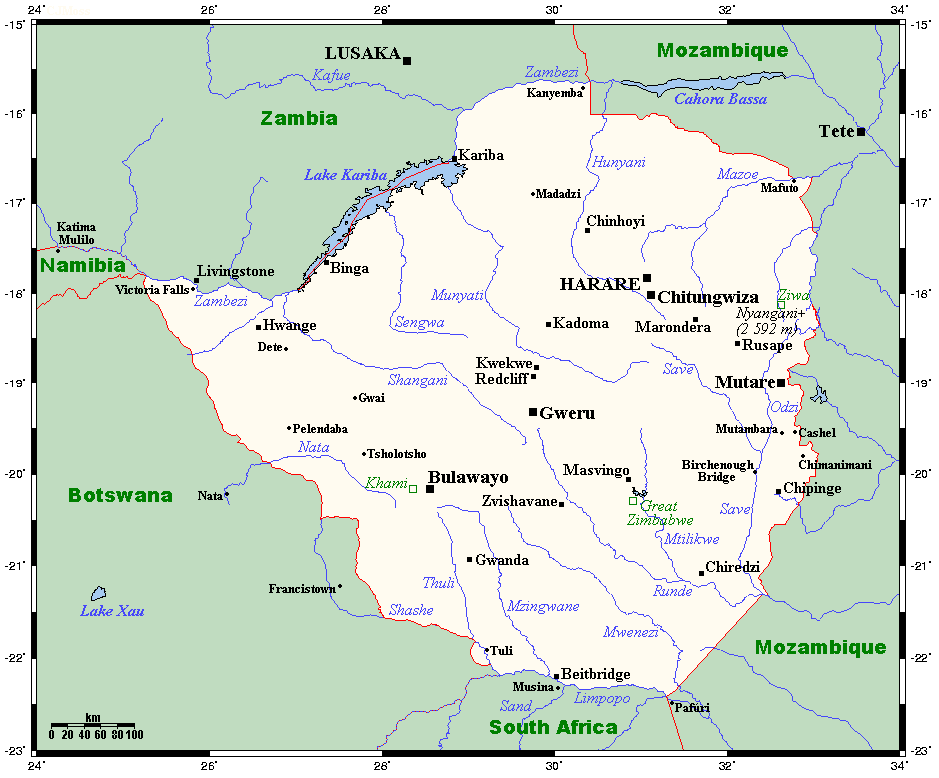
Гідрографічна мережа Зімбабве
Карат сточища Замбезі
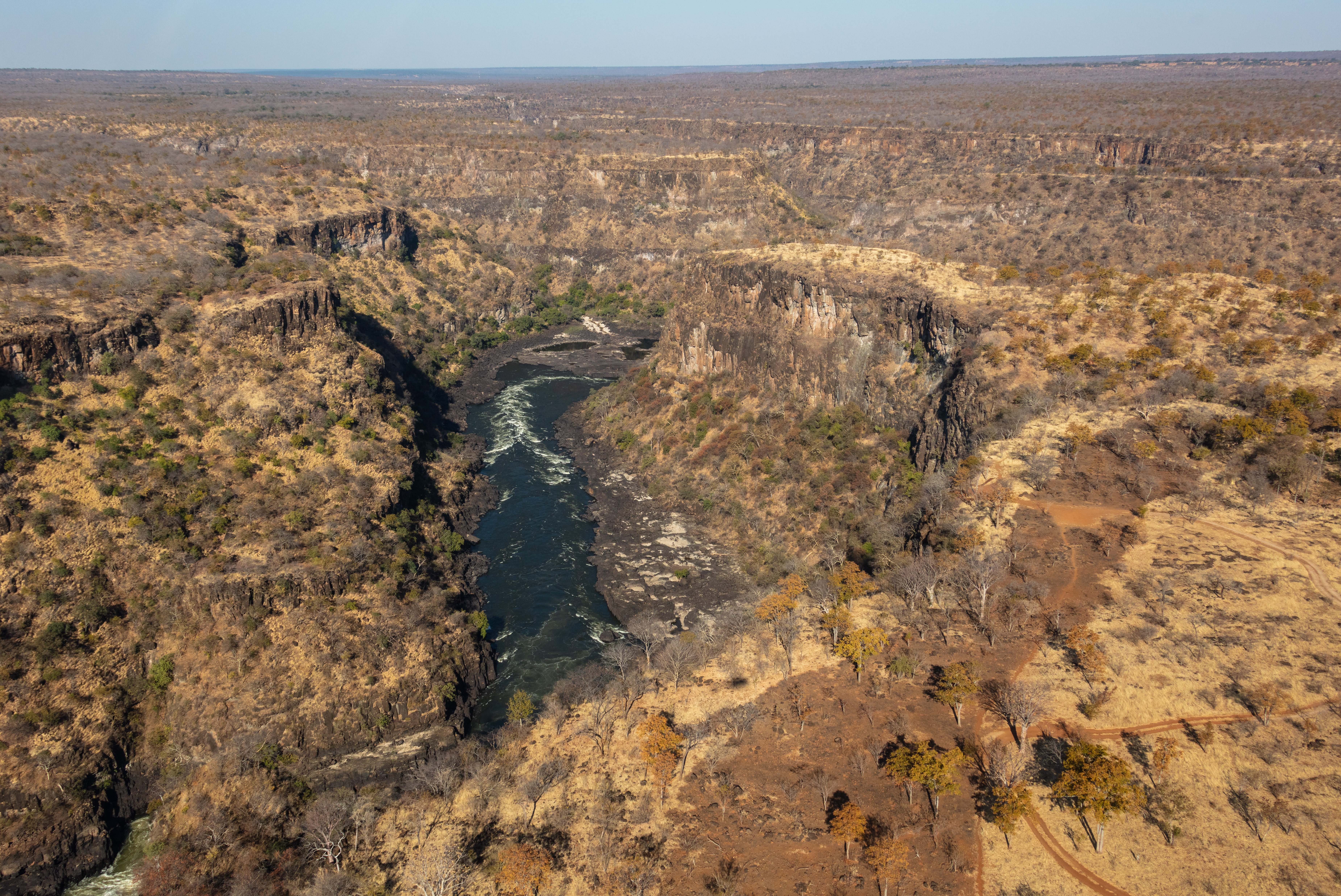
Середня течія Замбезі
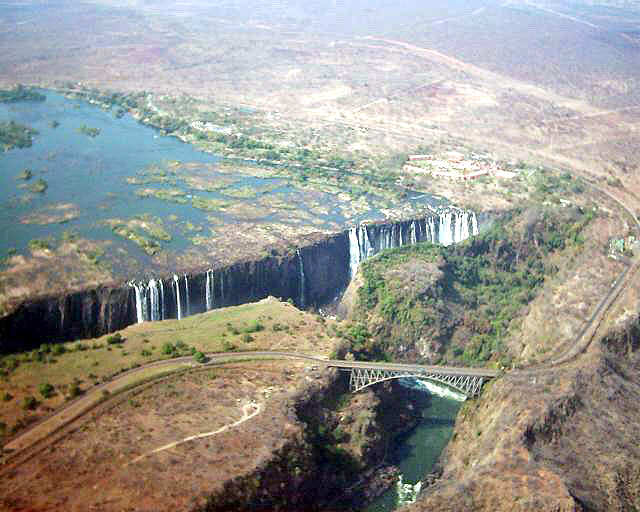
Водоспад Вікторія
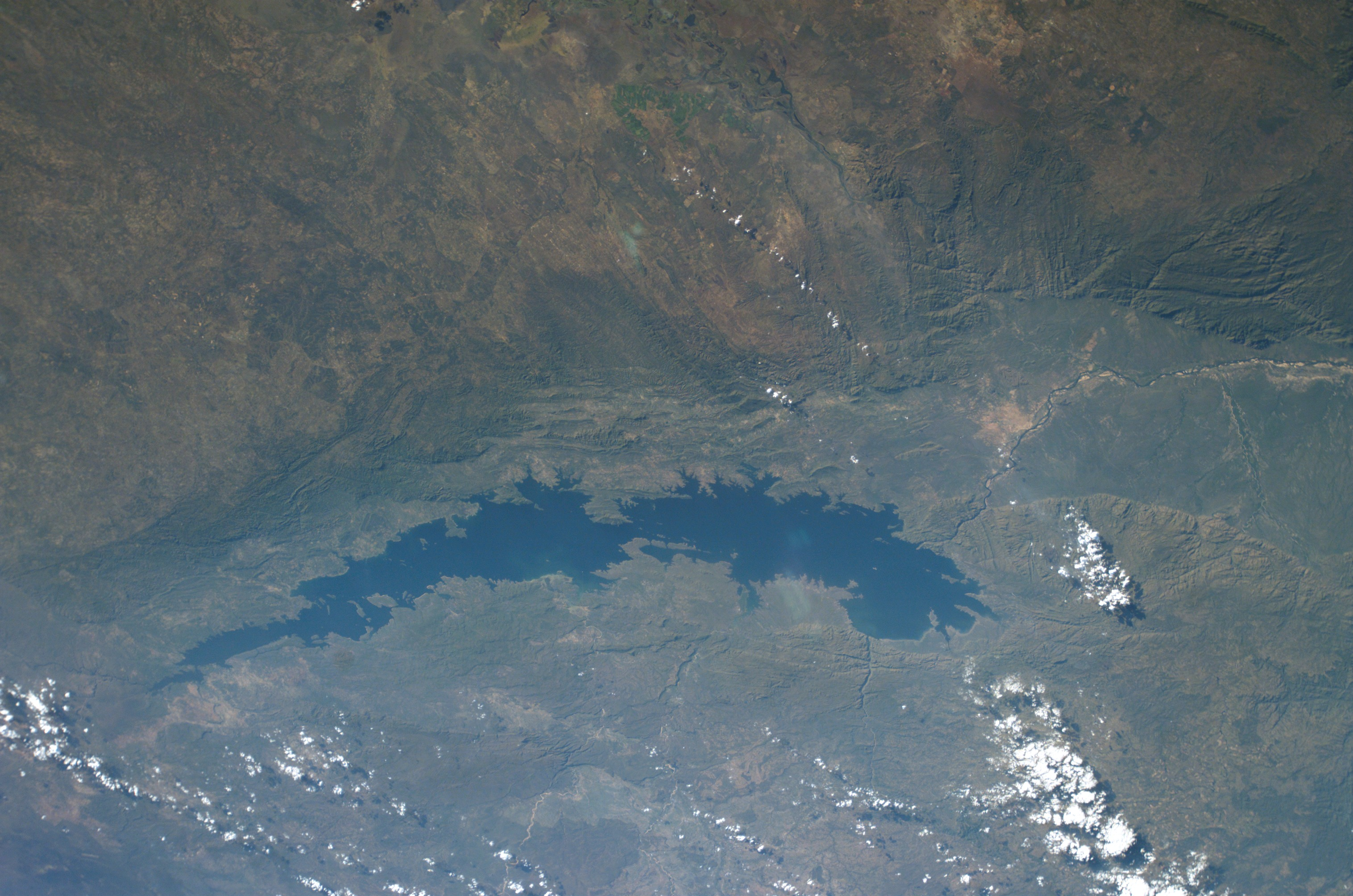
Водосховище Кариба з космосу

### Річки
Річки країни належать басейну Індійського океану; на крайньому заході — безстічній області Макарікарі. Великі річки: Замбезі та Лімпопо. На північному сході країни на річці Замбезі знаходиться знаменитий водоспад Вікторія висотою 107 м і шириною близько 1500 м.

### Озера
Найбільшою водоймою країни є водосховище Кариба на річці Замбезі — найбільша штучна водойма світу. Площа водного дзеркала — 7770 км², довжина 1300 км.

## Рослинність
Земельні ресурси Зімбабве (оцінка 2011 року):
- придатні для сільськогосподарського обробітку землі — 42,5 %,
  - орні землі — 10,9 %,
  - багаторічні насадження — 0,3 %,
  - землі, що постійно використовуються під пасовища — 31,3 %;
- землі, зайняті лісами і чагарниками — 39,5 %;
- інше — 18 %[1].

## Тваринний світ
Зоогеографічно територія країни належить до Східноафриканської підобласті Ефіопської області. Ліси та заливні полонини річок надають притулку багатьом крупним ссавцям. Особливе різноманіття тварин спостерігається тут в сухий сезон, коли до річки у пошуках водопою сходяться тварини з довколишньої савани. Слони живуть удовж всієї долини Замбезі, особливо численні вони на полонині Сешеке і біля злиття Замбезі з Луангвою. Також тут є буйволи, антилопи канна, куду, імпала, дукер і бушбок, зебри, жирафи, водяні і болотні козли, бородавочники. Леви живуть в національному парку Вікторія-Фолз в Зімбабве і в деяких інших місцях удовж річки; зустрічаються, хоча і рідко, гепарди; леопардів можна зустріти переважно вночі як у саванах, так і в ущелинах водоспаду Вікторія. Дрібні мавпи і бабуїни живуть по всьому регіону.

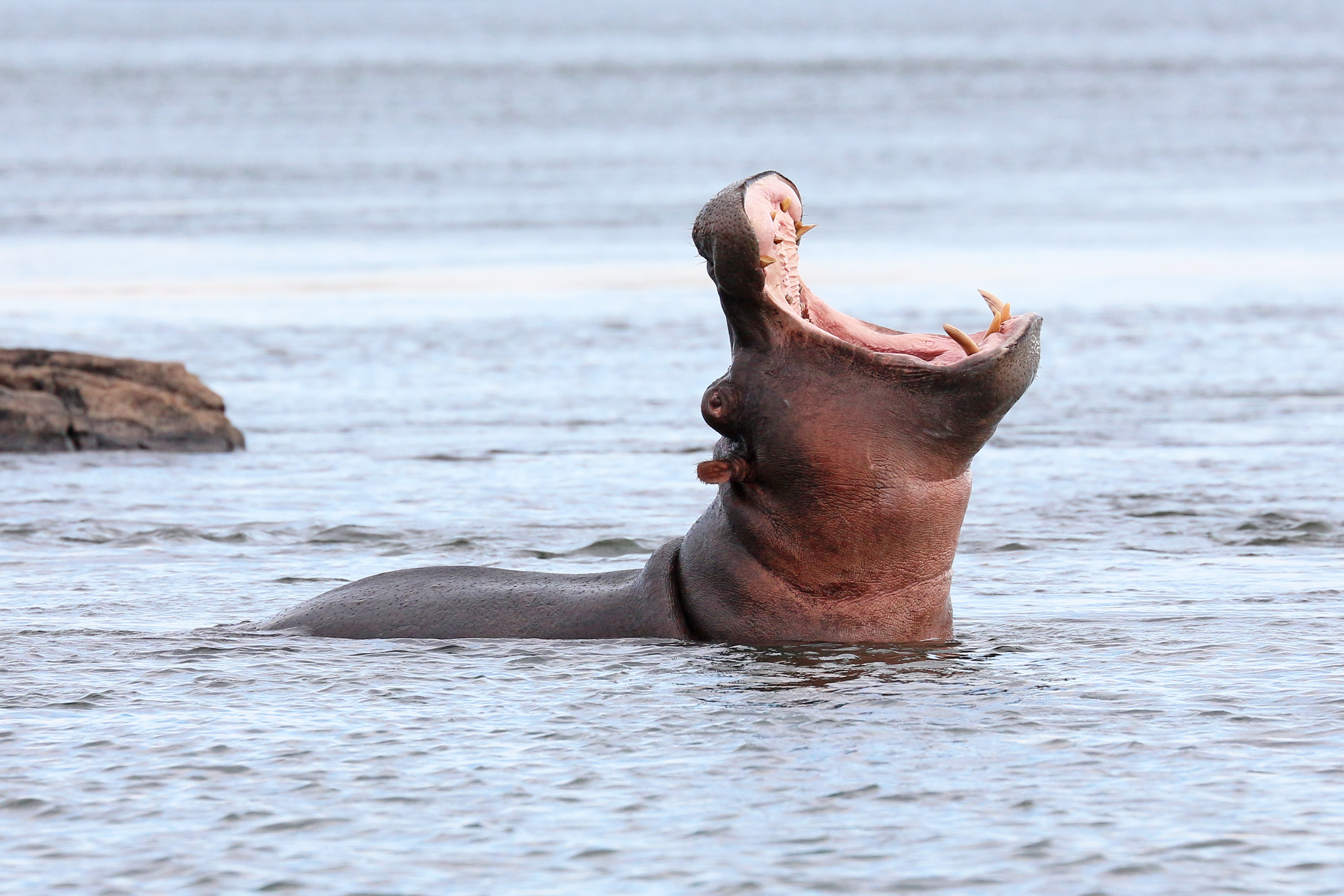
Бегемот у Замбезі

У річці Замбезі живе декілька сотень видів прісноводних риб, деякі з них ендемічні. Річкову екосистему поділяє навпіл водоспад Вікторія; лише декілька видів риб зустрічається як вище, так і нижче водоспаду, серед них — терапон і лящ. Для верхньої Замбезі характерні щучки та соми, в нижній частині промислове значення мають цихліди, яких ловлять для їжі.

## Охорона природи
Зімбабве є учасником ряду міжнародних угод з охорони навколишнього середовища:
- Конвенції про біологічне різноманіття (CBD),
- Рамкової конвенції ООН про зміну клімату (UNFCCC),
- Конвенції ООН про боротьбу з опустелюванням (UNCCD),
- Конвенції про міжнародну торгівлю видами дикої фауни іфлори, що перебувають під загрозою зникнення (CITES),
- Конвенції з міжнародного морського права,
- Монреальського протоколу з охорони озонового шару[1].

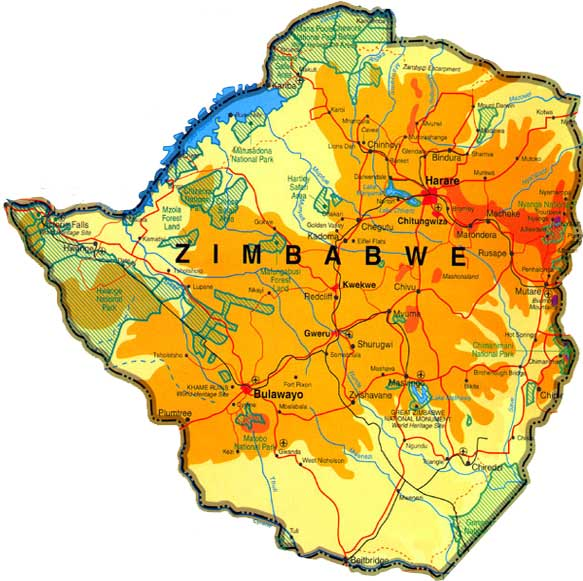
Карта національних парків країни (англ.)

## Стихійні лиха та екологічні проблеми
На території країни спостерігаються небезпечні природні явища і стихійні лиха: повторювані посухи; зрідка повіді й шторми.
Серед екологічних проблем варто відзначити:
- знеліснення;
- ерозію ґрунтів;
- деградацію земель;
- забруднення повітря і вод;
- браконьєрство слонів і чорних носорогів;
- токсичне зараження важкими металами внаслідок нелегальних гірничих розробок.

## Фізико-географічне районування
У фізико-географічному відношенні територію Зімбабве можна розділити на _ райони, що відрізняються один від одного рельєфом, кліматом, рослинним покривом: .

### Українською
- Атлас світу / голов. ред. І. С. Руденко ; зав. ред. В. В. Радченко ; відп. ред. О. В. Вакуленко. — К. : ДНВП «Картографія», 2005. — 336 с. — ISBN 9666315467.
- Атлас. 7 клас. Географія материків і океанів / Укладачі О. Я. Скуратович, Н. І. Чанцева. — К. : ДНВП «Картографія», 2014.
- Бєлозоров С. Т. Африка : фізико-географічний нарис. — вид. 2-ге, перероб. і доп. — К. : Радянська школа, 1957. — 232 с.
- Барановська О. В. Фізична географія материків і океанів : навч. посіб. для студентів ВНЗ : [у 2 ч.]. — Н. : Ніжинський державний університет ім. Миколи Гоголя, 2013. — 306 с. — ISBN 978-617-527-106-3.
- Зімбабве // Гірничий енциклопедичний словник : [у 3-х тт.] / за ред. В. С. Білецького. — Д. : Східний видавничий дім, 2004. — Т. 3. — 752 с. — ISBN 966-7804-78-X.
- Костів Л. Я. Фізична географія материків і океанів. Африка : навч.-метод. посібник. — Л. : Видавничий центр ЛНУ імені Івана Франка, 2017. — 184 с. — ISBN 978-617-10-0374-3.
- Панасенко Б. Д. Фізична географія материків : навч. посіб. : в 2 ч. — В. : ЕкоБізнесЦентр, 1999. — 200 с.
- Юрківський В. М. Регіональна економічна і соціальна географія. Зарубіжні країни: Підручник. — 2-ге. — К. : Либідь, 2001. — 416 с. — ISBN 966-06-0092-5.

### Англійською
- (англ.) Graham Bateman. The Encyclopedia of World Geography. — Andromeda, 2002. — 288 с. — ISBN 1871869587.

### Російською
- (рос.) Авакян А. Б., Салтанкин В. П., Шарапов В. А. Водохранилища. — М. : Мысль, 1987. — 326 с. — (Природа мира)
- (рос.) Алисов Б. П., Берлин И. А., Михель В. М. Курс климатологии [в 3-х тт.] / под. ред. Е. С. Рубинштейна. — Л. : Гидрометиздат, 1954. — Т. 3. Климаты земного шара. — 320 с.
- (рос.) Апродов В. А. Вулканы. — М. : Мысль, 1982. — 368 с. — (Природа мира)
- (рос.) Апродов В. А. Зоны землетрясений. — М. : Мысль, 2010. — 462 с. — (Природа мира) — ISBN 978-5-244-01122-7.
- (рос.) Зимбабве // Африка: энциклопедический справочник [в 2-х тт.] / гл. ред. А. А. Громыко. — М. : Советская энциклопедия, 1986. — 671 с.
- (рос.) Браун Л. Африка. — М. : Прогресс, 1976. — 288 с. — (Континенты, на которых мы живем)
- (рос.) Букштынов А. Д., Грошев Б. И., Крылов Г. В. Леса. — М. : Мысль, 1981. — 316 с. — (Природа мира)
- (рос.) Власова Т. В. Физическая география материков. С прилегающими частями океанов. Южная Америка, Африка, Австралия и Океания, Антарктида. — 4-е, перераб. — М. : Просвещение, 1986. — 269 с.
- (рос.) Гвоздецкий Н. А., Голубчиков Ю. Н. Горы. — М. : Мысль, 1987. — 400 с. — (Природа мира)
- (рос.) Гвоздецкий Н. А. Карст. — М. : Мысль, 1981. — 214 с. — (Природа мира)
- (рос.) Географический энциклопедический словарь: географические названия / под. ред. А. Ф. Трёшникова. — 2-е изд., доп. — М. : Советская энциклопедия, 1989. — 585 с. — ISBN 5-85270-057-6.
- (рос.) Исаченко А. Г., Шляпников А. А. Ландшафты. — М. : Мысль, 1989. — 504 с. — (Природа мира) — ISBN 5-244-00177-9.
- (рос.) Словарь современных географических названий / под общей редакцией акад. В. М. Котлякова. — Екатеринбург : У-Фактория, 2006.
- (рос.) Лобова Е. В., Хабаров А. В. Почвы. — М. : Мысль, 1983. — 304 с. — (Природа мира)
- (рос.) Максаковский В. П. Географическая картина мира. Книга I: Общая характеристика мира. — М. : Дрофа, 2008. — 495 с. — ISBN 978-5-358-05275-8.
- (рос.) Максаковский В. П. Географическая картина мира. Книга II: Региональная характеристика мира. — М. : Дрофа, 2009. — 480 с. — ISBN 978-5-358-06280-1.
- (рос.) Поспелов Е. М. Географические названия мира: Топонимический словарь. — М. : АСТ, 2005.
- (рос.) Зимбабве // Страны Африки. Политико-экономический справочник / ред. В. Солодовников, В. Румянцев. — М. : Издательство политической литературы, 1969. — 318 с.
- (рос.) Физико-географический атлас мира. — М. : Академия наук СССР и Главное управление геодезии и картографии ГУГК СССР, 1964. — 298 с.
- (рос.) Энциклопедия стран мира / глав. ред. Н. А. Симония. — М. : НПО «Экономика» РАН, отделение общественных наук, 2004. — 1319 с. — ISBN 5-282-02318-0.